# Rico Freiermuth
Rico Freiermuth, né le 1er janvier 1958 à Liestal, est un bobeur suisse notamment champion du monde en 1982 et médaillé de bronze aux Jeux olympiques de 1984 en bob à quatre.

## Carrière
Rico Freiermuth est champion du monde en bob à quatre en 1982 à Saint-Moritz (Suisse). Il devient ensuite médaillé de bronze aux Jeux olympiques d'hiver de 1984, organisés à Sarajevo en Yougoslavie, avec Silvio Giobellina, Urs Salzmann et Heinz Stettler. Il est aussi sixième en bob à deux avec Ralph Pichler. En 1985, il est médaillé de bronze en bob à quatre aux championnats du monde de Cervinia (Italie).

## Palmarès

### Jeux Olympiques
- : médaillé de bronze en bob à 4 aux JO 1984.

### Championnats monde
- : médaillé d'or en bob à 4 aux championnats monde de 1982.
- : médaillé de bronze en bob à 4 aux championnats monde de 1985.